# Áreas protegidas de Mauritania

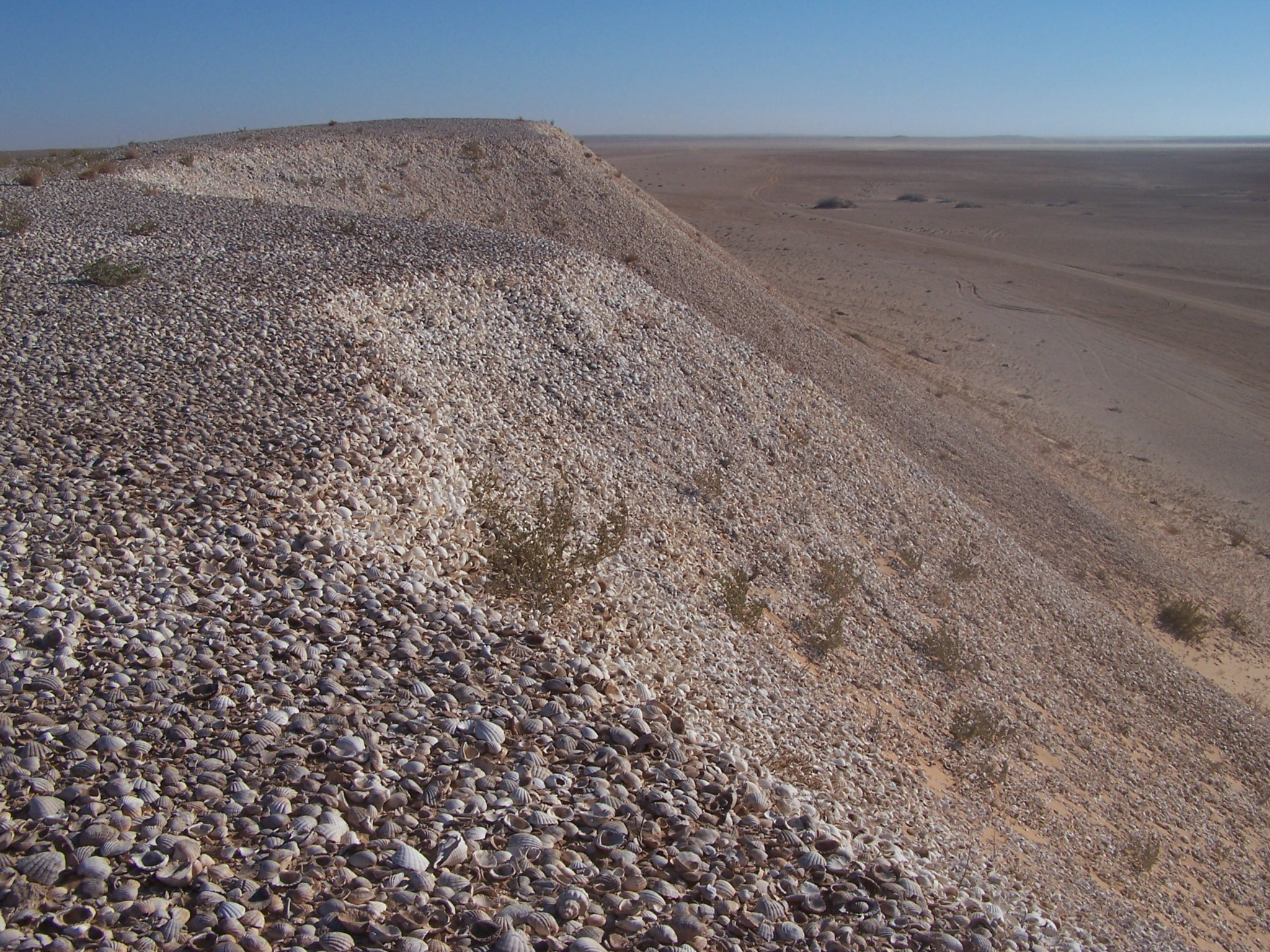
Conchero gigantesco en el Parque nacional del Banco de Arguin.

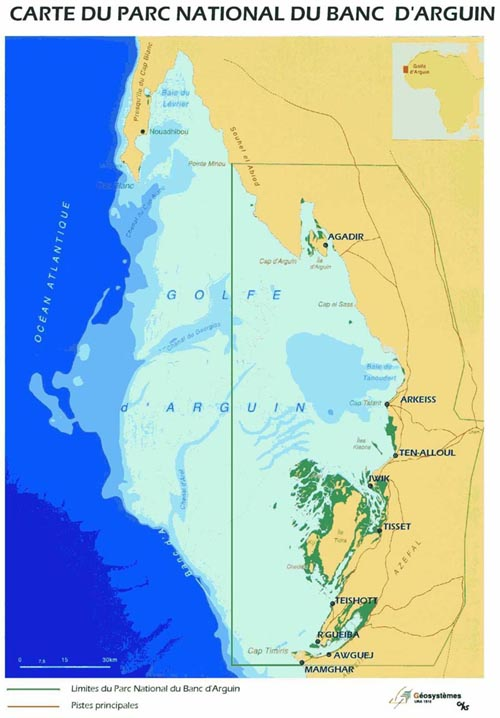
Mapa del Parque nacional del Banco de Arguin

En Mauritania hay 9 áreas protegidas, que cubren una superficie conjunta de 12.996 km², de los que 6.508 km² son terrestres y 6.488 km² son zonas marinas. Entre las áreas protegidas hay 2 parques nacionales, 1 reserva satélite costera en Cabo Blanco, 1 reserva de la biosfera en el delta del río Senegal y 4 sitios Ramsar que incluyen los 2 parques nacionales.
- Parque nacional del Banco de Arguin, 12.075 km², frente al Cabo Blanco. Sitio Ramsar. Zona costera con humedales, áreas marinas, islas aisladas, canales, bancos de arena, arroyos y algún manglar.

- Parque nacional de Diawling, 130 km², al oeste del Parque nacional de las Aves del Djoudj, en Senegal. Sitio Ramsar y Patrimonio de la Humanidad. Llanura salina en el bajo delta del Senegal, dunas, lagunas costeras, un estuario con manglares, peces, camarones y gambas que alimentan a numerosas aves: cormoranes, cigüeñas, espátulas, garcetas, ánades y zancudas. Entre los mamíferos hay facoceros, chacales y monos rojos.

- Reserva satélite de Cabo Blanco, 2.1 km², zona marina y costera, frente al Parque nacional del Banco de Arguin. Patrimonio de la Humanidad como reserva de la foca monje.[2]

- Reserva de la biosfera del delta del río Senegal, año 2005, forma parte de la Reserva de la Biosfera Transfronteriza entre Mauritania y Senegal. Creada en 2005, cubre 6.418 km², de los que 5.625 km² en tierra y 793 km² sobre el mar. Esta inmensa zona cubre 4 sitios Ramsar y 2 patrimonios de la Humanidad, incluyendo la ciudad de Saint Louis. Integra la Reserva de Chat Tboul y el Parque nacional de Diawling en Mauritania, y, en Senegal, el Parque nacional de las Aves del Djoudj (160 km²), la Reserva especial de fauna de Guembeul (7,2 km²), el Parque nacional de la Langue de Barbarie (20 km²), el estuario del río Senegal y el casco urbano de Saint Louis.[3]

- Chat Tboul, 155 km², sitio Ramsar, 16°33'N 16°24', al oeste del Parque nacional de las Aves del Djoudj, en Senegal, entre el río y la costa, forma parte del norte del delta del río Senegal en una de sus bocas. Unos 10 km de dunas costeras llenas de humedales, lagos salinos, estanques, estuarios y zonas pantanosas. pelícanos, flamencos rojos, gaviotas picofinas, avocetas comunes, etc. Amenazado por la sobrepesca y la posibilidad de plantar arroz.[4]

- Lago Gabou y red hidrográfica de la meseta de Tagant, 95 km², sitio Ramsar, 17°56′N 011°52′W. Compuesta por una red de ríos que fluyen desde la región que forma el límite entre el Sahel y el Sahara, en la meseta de Tagant, para dar lugar al lago Gabou, varias lagunas temporales y charcas, así como manantiales y oasis, suficientes para mantener una flora de Phoenix dactylifera y Hyphaene thebaica, dos especies de palmeras de gran valor económico, baobabs y rosas de invierno, típicos de la sabana saheliana. Hay cocodrilos, que se esconden en las zonas fangosas hasta que empieza la época de lluvias, y aves migratorias como la cigüeña blanca y la cigüeña negra. El lugar está amenazado por el cambio climático.[5]